# Zannanza
Zannanza, död på 1320-talet f.Kr., var en hettitisk prins, son till kung Suppiluliuma I.
Prins Zannanza fick sin plats i historien eftersom han var den hettitiska prins som for till det forntida Egypten för att på Dakhamunzus begäran bli Egyptens änkedrottnings gemål och farao av Egypten. Änkedrottningens identitet är omtvistad, men bör ha varit Nefertiti eller Tutankhamons drottning Ankhesenamun. 
Egyptologer som Marc Gabolde anser att han var identisk med den kortvarigt regerande faraonen Smenkhare. 
Hans plötsliga död utlöste en diplomatisk kris, och hettiterna hävdade att han blivit mördad av egyptierna.